# Unkel
Unkel – miasto w zachodnich Niemczech, w kraju związkowym Nadrenia-Palatynat, w powiecie Neuwied, siedziba gminy związkowej Unkel.
Liczy 4975 mieszkańców (2009). Leży nad Renem, ok. 2 kilometrów od Remagen.

## Współpraca
Miejscowość partnerska:
- Kamen, Nadrenia Północna-Westfalia